# Ladislav Lysý
Ladislav Lysý († před 1031) byl nitranský kníže z dynastie Arpádovců. Byl starším synem knížete Michala a jeho bulharské manželky.

## Život
Po násilné smrti svého otce Michala, kterou způsobil uherský kníže Gejza, uprchl spolu se svým mladším bratrem Vazulem k Vladimíru Velikému, knížeti Kyjevské Rusi. Pravděpodobně právě zde si Ladislav našel svou manželku. Poté, co bratři nezískali podporu pro návrat do Uher, pokračovali do Polska k Boleslavu Chrabrému. Ladislav spoléhal na rostoucí napětí mezi Polskem a Uherskem.
S polskou pomocí získal zpět otcovo nitranské knížectví a uznal polskou svrchovanost nad tímto územím. Když v roce 1029 uherský král Štěpán využil oslabení polského státu a dobyl Nitransko, které bylo zbaveno polské pomoci, vládl zde již Ladislavův mladší bratr Vazul, zatímco Ladislav pravděpodobně zemřel. 
Ladislav měl syna Domoslava, spojence knížete Břetislava, který se v roce 1042 stal protikrálem na západním Slovensku.